# Нісські конвенції 1739—1742
Нісські конвенції 1739—1742 — комплекс конвенцій між Російською імперією та Османською імперією, розроблених у містах Стара Нісса та Стамбул на виконання Белградського договору (див. Белградський мирний договір 1739).
Розробка Н.к. була обумовлена статтями 4, 12 та 15 Белградського договору, відбувалася за посередництва Франц. королівства і прийнята 3 жовтня 1739. Вона встановлювала кордон між сторонами на території сучасної України: територія між річками Дніпро, Кінські Води та Берда залишалася у володінні Османської імперії, а землі на північ передавалися Рос. імперії. Між річками Берда та Міус кордон підтверджувався відповідно до Константинопольського мирного договору 1700 та «Межового запису» 1705 без права відновлення сторонами фортеці Таганрог. У районі р. Пд. Буг встановлювалася буферна зона. Ця конвенція була ратифікована Рос. імперією разом з Белградським договором 28 грудня 1739. Тоді ж був підписаний другий документ з Н.к. — (Перша) Константиноп. конвенція. Вона, зокрема, уточнювала кордони сторін в районі фортеці Азов, регламентувала утворення й принципи діяльності спільної комісії сторін з територіального розмежування. Ця конвенція була гарантована Франц. королівством. Усі 3 документи ратифіковані маніфестом рос. імп. Анни Іванівни 14 лютого 1740.
Восени 1740 комісія сторін провела територіальне розмежування Рос. та Осман. імперій на території сучасної України й Пн. Кавказі і на його основі 4 жовтня 1740 прийняла «Інструмент … про розмежування земель» між річками Пд. Буг і Дніпро. Лінія кордону здебільшого відповідала «Межовому запису» 1705. 27 серпня 1740 це було закріплено підписанням сторонами (Другої) Константиноп. конвенції.
26 березня 1741 в Стамбулі була підписана «Конвенція … про визнання російського государя імператором…», а 12 жовтня 1742 — конвенція про кордони в Приазов'ї — остання з комплексу Н.к., що завершили ратифікацію положень Белградського договору 1739.
Територіальне розмежування сторін на території сучасної України залишалося чинним до укладення Кючук-Кайнарджійського мирного договору 10 липня 1774.